# أل كاميرون
أل كاميرون هو لاعب هوكي الجليد كندي، ولد في 21 أكتوبر 1955 في إدمونتون في كندا.

## وصلات خارجية
- أل كاميرون على موقع دوري الهوكي الوطني (الإنجليزية)
- أل كاميرون على موقع قاعة مشاهير الهوكي (لاعب أن.إتش.أل) (الإنجليزية)
- أل كاميرون على موقع EliteProspects.com (الإنجليزية)
- أل كاميرون على موقع HockeyDB.com (الإنجليزية)
- أل كاميرون على موقع Hockey-Reference.com (الإنجليزية)